# مردیت مانک
مردیت مانک (انگلیسی: Meredith Monk؛ زادهٔ ۲۰ نوامبر ۱۹۴۲) یک موسیقی‌دان اهل ایالات متحده آمریکا است. وی از سال ۱۹۶۸ میلادی تاکنون مشغول فعالیت بوده‌است.
وی همچنین برنده جوایزی همچون کمک هزینه گوگنهایم شده است.